# 任顺妃
任顺妃（1392年—1421年），名失考，朝鮮人，中國古代明朝皇族女性，明成祖的妃嫔。朝鲜仁宁府左尹任添年的女儿。 
永乐六年（1408年）十一月，宦官黄俨等人到朝鲜为明成祖选贡女。次年（1409年），又有数次筛选。共选得任氏、权氏、吕氏、李氏、崔氏五人，送入后宫。任氏时年十七岁（虚岁）:15—16，20。《朝鮮王朝實錄》记载，朝鲜太宗曾批评任氏与吕氏的容貌。
永乐七年（1409年）二月，明成祖册封妃嫔，任氏受封为顺妃。父亲任添年亦受官鸿胪卿（秩四品）。
永乐十九年(1421年），任顺妃和另一位朝鲜籍后宫郑氏因鱼吕之乱被牵连，两人皆自缢而死:32。卒年三十岁，无谥号。
鱼吕之乱的历史真实性无定论。任顺妃或在明成祖逝世的永乐二十二年（1424年）时殉葬。永乐二十二年（1424年）十月十七日，朝鲜世宗在便殿宴慰，包括她父任添年在内的皇親。明朝使臣告之，韩丽妃等朝鲜贡女出身的妃嫔已殉葬。